# Cosmo Clock21

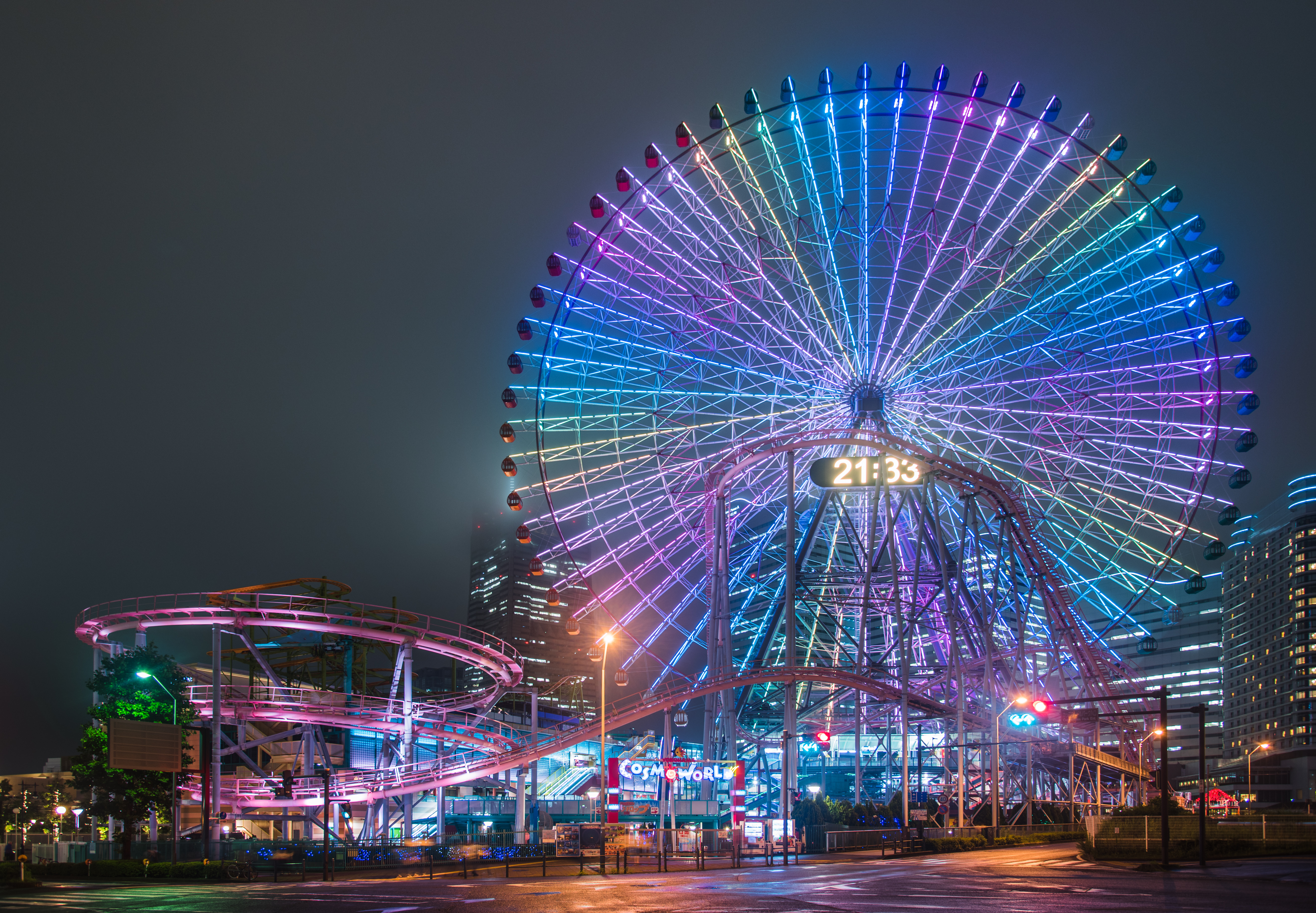

Cosmo Clock21（日語：コスモクロック21）是位於日本神奈川縣橫濱市中區橫濱港未來21的一座摩天輪。這座摩天樓修建於1989年，最初是橫濱博覽會內的遊樂設施之一。本來摩天輪預計將在博覽會後拆除，但因人氣高漲而得以保存。後因附近摩天大樓的增加，該摩天輪在1998年被拆除，並在1999年搬遷至現址。